# Keluru
Keluru is een bestuurslaag in het regentschap Kerinci van de provincie Jambi, Indonesië. Keluru telt 418 inwoners (volkstelling 2010).